# 나카오카 신타로
나카오카 신타로(일본어: 中岡慎太郎, 1838년 5월 6일~1867년 12월 12일)은 일본 지사, 육원대(陸援隊) 대장이다. 이름은 미치마사(道正), 통칭은 처음에는 후쿠타로(福太郎), 훗날 신타로(慎太郎)로 불린다. 호는 遠山, 迂山이며, 종종 이시카와 세노스케(石川清之助) 등의 가명을 쓰기도 했다. 1891년 4월 8일 정4위를 추존한다.

## 생애
도사국 아키 군 기타사토 가시와기 촌(현 고치현 아키 군 기타가와 촌 가시와기)에서 기타사토 대촌장 나카오카 소덴츠기와 후처 우시의 장남으로 태어났다. 1854년 안세이 원년, 마사키 테츠마를 따라 경사(經史)를 배우고, 이듬해에는 다케치 즈이잔(半平太)의 도장에 입문하여 검술을 배운다.
1857년, 기타가와촌 촌장 도시오카 히코지로의 장녀 가네(15세)와 결혼을 한다. 1861년 분큐 원년에는 다케치가 결성한 도사 근왕당에 가입하여 본격적으로 지사 활동을 전개하기 시작한다.
1862년, 조슈번의 구사카 겐즈이, 야마가타 한조와 함께 마쓰시로번에 사쿠마 쇼잔을 방문해 국방, 정치 개혁을 논의하고 의식을 높인다.
1863년, 교토에서 발발한 8월 18일의 정변 이후 도사번 내에서도 존왕양이 활동에 대한 탄압이 시작되자 즉시 번을 벗어나 낭인이 되었고, 같은 해 9월, 조슈번으로 망명한다. 이후 조슈번에서 같은 처지의 번을 벗어나 떠돌던 지사들의 촉진자가 된다. 또한 스오국 미타지리(三田尻)로 낙향했던 산조 사네토미의 위사가 되었고, 조슈를 비롯한 각지의 지사들에게 중요한 연락책이 되었다.
1864년 겐지 원년, 이시카와 세노스케를 자칭하고 상경했다. 사쓰마 국부 시마즈 히사미쓰를 암살할 계획을 세웠으나 이루지 못하고, 또한 번을 벗어나 떠돌며 지사들을 이끌고 금문의 변, 시모노세키 전쟁에서 조슈번을 위해 싸우다 부상당한다.
조슈 번의 원죄, 웅번끼리의 백해무익한 대립, 지사들에 대한 탄압을 목격하고, 활동 방침을 단순히 존왕양이론에서 웅번 연합에 의한 무력 막부타도론으로 발전시켰다. (나카오카 신타로 자신의 당시 편지에 의한) 그리고 조슈 번의 가쓰라 고고로(기도 다카요시)과 사쓰마번의 사이고 기치노스케(다카모리)과 모임을 통한 삿초 동맹 체결을 지사들의 우선 목표로 활동하기 시작한다. 산조 사네토미도 연락을 취하면서 번을 벗어나 떠돌며 지사들의 연락책으로 사쓰마와 조슈의 지사들 사이를 돌아다니며 가메야마 사추(후의 해원대 海援隊)를 결성한 사카모토 료마와 산조의 호위 히지카타 구몬(히지가타 히사모토)도 설득하여 끌어 들이고 게이오 2년 1866년 3월 2일 또는 3일 교토의 니혼마쓰에 있는 사쓰마 번주의 저택에서 사쓰마의 화해와 삿초 동맹을 맺게 한다.

## 참고 문헌
- 『中岡慎太郎全集』 勁草書房,1991년 ISBN 978-4326300709